# NGC 2329
NGC 2329 је елиптична галаксија у сазвежђу Рис која се налази на NGC листи објеката дубоког неба.
Деклинација објекта је + 48° 36' 57" а ректасцензија 7h 9m 7,9s. Привидна величина (магнитуда) објекта NGC 2329 износи 12,5 а фотографска магнитуда 13,5. Налази се на удаљености од 84,609 милиона парсека од Сунца. NGC 2329 је још познат и под ознакама UGC 3695, MCG 8-13-73, CGCG 234-70, PGC 20254.